# Juan Manuel Fangio
Juan Manuel Fangio (Balcarce, 24. lipnja 1911. – Buenos Aires, 17. srpnja 1995.), argentinski vozač Formule 1. Imao je nekoliko nadimaka poput El Chueco (u slobodnom prijevodu "krivonogi"), zato što je kao dijete igrajući nogomet mogao savinuti lijevu nogu oko lopte pri udarcima na gol, i El Maestro ("majstor"). Bio je vozač trkaćih automobila te je dominirao tijekom prvog desetljeća postojanja Formule 1. Osvojio je titulu Svjetskog prvaka za vozače pet puta. Ovaj rekord nadmašio je tek nakon 46 godina Michael Schumacher 2003. godine osvajanjem šeste titule Svjetskog prvaka.

## Mladost
Fangio je rođen na blagdan sv. Ivana Krstitelja godine 1911. u Balcarce, malom gradu u pokrajini Buenos Aires. Zanimljivo je da je njegov rodni list greškom nosio kao datum rođenja 23. lipnja. Bio je četvrti od šestoro djece u obitelji.
Fangiov djed Giuseppe Fangio emigrirao je u Argentinu 1887. godine. Nakon tri godine, zaradeći novac proizvodnjom ugljena, uspio je kupiti farmu u blizini Balcarcenakon. Fangiov otac Loreto, emigrirao je u Argentinu iz malog grada u središnjoj Italiji, Castiglione Messer Marino. Njegova majka Herminia Dérano bila je iz mjesta Tornareccio. Oboje roditelja bili su iz provincije Chieti u regiji Abruzzo. Vjenčali su se 24. listopada 1903. Živjeli su na različitim farmama gdje je majka bila domaćica, a otac je radio u građevinarstvu postavši kamenorezački pripravnik.
Kada mu je bilo 13 godina Fangio je prekinuo školovanje i počeo raditi kao pomoćnik mehaničara, a sa 16 godina već je nastupao kao mehaničar za mušterije svog poslodavca. U to je doba jedva preživio upalu pluća. Razbolio se nakon nogometne utakmice u kojoj je pretjerao s trčanjem što je prouzročilo oštru bol u prsima. Sljedeća dva mjeseca, dok je ležao u postelji, njegovala ga je majka.

## Prije Formule 1
Započeo je svoju karijeru u Argentini godine 1934., vozeći 1929 Ford model A kojeg je obnovio. Za vrijeme utrka po Argentini, vozio je Chevroletove automobile i bio je argentinski državni prvak godine 1940. i 1941. Prvi put je došao u Europu za utrku godine 1948., kada su ga financirali argentinski autoklub i argentinska vlada.
Fangio je sudjelovao u svojoj prvoj utrci u Turističkoj kategoriji od 18. do 30. listopada 1938. kao suvozač Luisa Finocchiettia. Fangio je vozio većim dijelom utrke i osvojio sedmo mjesto. U studenom iste godine trebao je sudjelovati u natjecanju 400 km Tres Arroyosa, ali je utrka bila otkazana zbog nesreće.
Tijekom 1938. vodio je momčad Chevroleta u tzv. "Turismo Carretera" klasi natječući se za Veliku nagradu Argentine. Iako je trka bila privremeno prekinuta zbog jake kiše, nastavila se u Cordobi, gdje je Fangio ostvario prvu etapnu pobjedu za sebe i za momčad pobijedivši u četvrtoj etapi od mjesta Catamarca do San Juana. Konačno je u listopadu te godine, nakon prijeđenih 9500 km utrkujući se na teritoriju Argentine, Bolivije i Perua, osvojio svoju prvu pobjedu u klasi "Turismo Carretera" osvajanjem Međunarodne Velike nagrade Sjever. Tako je postao Prvak Argentine u toj klasi, prvi ikada koji je vozio za momčad Chevroleta.
Tijekom 1941. pobijedio je Oscara Gálveza na Velikoj nagradi Getúlio Vargas u Brazilu. Te je godine po drugi put okrunjen za prvaka Argentine u klasi "Turismo Carretara". Iduće godine pobijedio je na utrci "Mar y Sierras", ali je zatim morao prekinuti sve s automobilizmom povezane aktivnosti zbog II Svjetskog rata.
Nakon duljeg perioda trkaće neaktivnosti zbog rata tijekom 1946. i 1947. Fangio se vratio utrkama sudjelujući u dvije utrke vozeći čak i Ford T, kao i na utrci za Nagradu grada Rosaria.

## Formula 1
Fangiovo prvo sudjelovanje na utrkama za Velike nagrade dogodilo se 1948. na Velikoj nagradi Francuske u Reimsu. Vozio je automobil Simca Gordini startavši s jedanaeste pozicije, ali je tijekom utrke odustao. Sljedeći pokušaj je došao tek iduće godine u Sanremu, Ali ovaj put za volanom Maserati 4CLT/48 sponzoriranog od Automobilskog kluba Argentine. Dominirao je pobijedivši u oba predviđena dijela utrke i osvojio ukupnu pobjedu s gotovo minutom prednosti ispred poznatog vozača Princa Bire. Tijekom 1949. Fangio je sudjelovao u još šest utrka za Velike nagrade, pobijedivši u četiri, natječući se s vozačima iz najviše klase.
Za razliku od kasnijih vozača Formule 1, Fangio je započeo svoju trkaću karijeru u već poodmakloj dobi te je u mnogim trkama u kojima je sudjelovao bio najstariji sudionik. Kao i ostali vozači njegovog doba utrkivao se praktično bez ikakve zaštitne opreme na stazama koje uglavnom nisu bile opremljene bilo kakvim sigurnosnim sredstvima. Bio je poznat po tome što se nije ustezao napustiti momčad i otići u drugu nakon uspješne sezone, pa čak ni usred sezone, ako je mislio da će u drugoj momčadi imati bolji automobil i bolje šanse za uspjeh. Nekoliko rezultata koje je postigao u utrkama dijelio je s momčadskim kolegama nakon što bi preuzeo njihov automobil tijekom utrke kada bi njegov automobil imao tehničkih problema. Pri tome je s njima dijelio i bodove koji su se računali za svjetsko prvenstvo, a što je tada bilo u skladu s važećim pravilima. Vozio je u vrijeme kada su među njegovim rivalima na stazi bile vozačke legende poput Alberta Ascarija, Giuseppe Farine i Stirlinga Mossa. Karijera mu je u znatnoj mjeri bila pomognuta i financiranjem od strane argentinske vlade pod vodstvom Juana Perona.

## Život nakon Formule 1
Fangio je bio počasni predsjednik ispostave kompanije Mercedes-Benz u Argentini od 1987., godinu dana nakon otvaranja njemu posvećenog muzeja, do smrti 1995. godine. Godine 2011., na stogodišnjicu njegovog rođenja, u sjećanje na njega širom svijeta su održavane različite svečanosti.

## Naslovi
Osvojio je 5 titula prvaka svijeta u Formuli 1 s 4 različita tima:
- Alfa Romeo: 1951.
- Maserati: 1954., 1957.
- Mercedes: 1955.
- Ferrari: 1956.